# Comarques de La Rioja

Les comarques de La Rioja

La Communauté de La Rioja, située en Espagne, ne dispose pas d'une division officielle de comarques. On a traditionnellement utilisé les neuf partis judiciaires qui existaient depuis l'antiquité, correspondant à Haro, Santo Domingo de la Calzada, Nájera, Logroño, Torrecilla en Cameros, Calahorra, Arnedo, Alfaro et Cervera del Río Alhama.
De manière plus générale, La Rioja est considéré comme étant divisée en trois régions, celles-ci étant La Rioja Alta, La Rioja Media et La Rioja Baja, selon le lit du rio Ebre, chacune d'elles comptant avec une zone de vallée au nord (climat méditerranéen) et zone de sierra au sud (climat continental).
Du fait que les anciens partis judiciaires de Santo Domingo de la Calzada et de Nájera couvraient des localités situées dans les vallées et montagnes et en tenant compte de la grande différence orographique entre ces zones, il est plus correct de traiter ces zones respectives de la sierra Ezcaray et Anguiano comme des comarques. En outre, la comarque de Torrecilla en Cameros (plutôt connue comme Cameros tout simplement) est divisée en Camero Nuevo et Viejo.

## Comarques
Selon ces arguments nous pouvons considérer la division comarcale suivante, se rapportant à l'orographie, au climat et les us des terrains :
- Rioja Alta
  - Sierra
    - Anguiano
    - Ezcaray

  - Vallée
    - Comarque de Haro
    - Comarque de Nájera
    - Comarque de Santo Domingo de la Calzada
- Rioja Media
  - Sierra
    - Tierra de Cameros
      - Comarque de Camero Nuevo
      - Comarque de Camero Viejo

  - Vallée
    - Comarque de Logroño
- Rioja Baja
  - Sierra
    - Comarque de Cervera ou Alhama-Linares

  - Vallée
    - Comarque d'Alfaro
    - Comarque d'Arnedo
    - Comarque de Calahorra

## Divisions comarcales de La Rioja
Dans La Rioja on a mené à bien divers découpages comarcales qui suivent aussi bien des critères d'homogénéité que de fonctionnalité.

### Selon le ministère de l'agriculture
En 1978 le Ministère de l'Agriculture, réunissant des communes avec des caractéristiques naturelles, historiques, sociales et économiques, a considéré la division de La Rioja en six comarques :
- Rioja Alta : comprend le secteur le plus occidental de la vallée de l'Ebre, avec une capitale partagée par les villes de Haro, Santo Domingo de la Calzada et Nájera.
- Rioja Media : comprend le secteur central de la vallée de l'Ebre et est régi par Logroño.
- Rioja Baja: comprend le secteur oriental de la Dépression de l'Ebre, avec une capitale partagée par les de Calahorra, Arnedo et Alfaro.
- Montagnes occidentales : comprend les communes situées dans la sierra de la Demanda et le versant nord des Pics Urbion (hautes vallées de l'Oja et de Najerilla).
- Sierras centrales ou Terre de Cameros : comprend les communes situées dans les hautes vallées de l'Iregua et du Leza-Jubera.
- Sierras orientales : comprend les communes situées dans les hautes vallées du Cidacos et d'Alhama.

C'est le découpage comarcal le plus connu et utilisé.

### Selon la reconnaissance territoriale
En 1982 le Ministère les travaux Publics et de l'Urbanisme avec le Gouvernement de La Rioja, a effectué un rapport, principalement sous l'autorité du régisseur Fernández Blanc, dans lequel on essayait d'établir des aires de forte homogénéité interne, en se basant sur les divisions effectuées par le Ministère de l'Agriculture, même si certains de ses secteurs ne réunissait pas les conditions sociales et économiques nécessaires pour les considérer comme têtes de secteur. De cette façon on a obtenu 13 sous-unités.
- Comarque Rioja Alta
  - Sous-comarque de Haro
  - Sous-comarque de Santo Domingo de la Calzada
  - Sous-comarque de Nájera
- Comarque Rioja Media
  - Sous-comarque de Logroño
  - Sous-comarque de Albelda de Iregua
- Comarque Rioja Baja
  - Sous-comarque de Calahorra
  - Sous-comarque de Arnedo
  - Sous-comarque de Alfaro
  - Sous-comarque de Cervera
- Comarque Sierra Rioja Alta
  - Sous-comarque de Ezcaray
  - Sous-comarque de Anguiano
- Comarque Sierra Rioja Media
  - Sous-comarque de Cameros (Torrecilla en Cameros)
- Comarque Sierra Rioja Baja
  - Sous-comarque Alto Cidacos (Arnedillo)

### Critères fonctionnels
En 1983 Arnáez Vadillo il a effectué une proposition sur des critères fonctionnels. Pour cela il a identifié les comarques, avec le territoire dépendant d'un noyau urbain (tête régionale). Ainsi, il a distingué six comarques :
- Comarque de Haro : comprend la zone nord-occidentale de la région, dans le cours inférieur de la rivière Oja-Tirón. Sa tête est Haro (noyau de niveau hiérarchique I ou supérieur).

- Comarque de Santo Domingo de la Calzada : comprend l'ouest de la région, avec les communes du bassin moyen et le cours supérieur de la rivière Oja. Sa tête est Santo Domingo de la Calzada (noyau de niveau hiérarchique II)

- Comarque de Nájera : comprend les communes de tout le bassin de la rivière Najerilla, y compris le secteur oriental de la Sierra de la Demanda et le versant nord des pics d'Urbión, considérant qu'en ce moment il n'existait pas un noyau capable d'articuler ces dernières zones indiquées.

- Comarque de Logroño : comprend les communes de tout le bassin des rivières Iregua, Leza et Jubera, y compris en outre le secteur central de la dépression de l'Ebre à son passage par La Rioja, le territoire montagneux de Cameros pour les mêmes motifs indiqués dans le cas de la comarque de Nájera. Sa tête est Logroño (noyau de niveau hiérarchique 0)

- Comarque de Calahorra : comprend la zone nord-ouest de la région, avec les communes des cours inférieurs du Cidacos et d'Alhama. Sa tête est Calahorra (noyau de niveau hiérarchique I)

- Comarque d'Arnedo-Cervera del Rio Alhama : comprend les communes des cours supérieurs et moyens des rivières Cidacos, Alhama et Linares. Sa tête est Arnedo (noyau de niveau hiérarchique II)

### Selon les critères économiques
En 1987 Gómez Vezares, a établi une nouvelle division régionale, en essayant d'unir des critères d'homogénéité et les relations qu'entretenaient les communes avec leur centre fonctionnel. Le résultat a été semblable à celui d'Arnáez Vadillo, bien qu'il ajoute des supra-unités et des sous-unités avec des capitales de différents rangs :
- Unité supracomarcale : Rioja Alta, Haro (capitale)
  - Unité régionale :
    - Santo Domingo de la Calzada
    - Nájera

  - Unité sous-comarcale :
    - Sierra de la Demanda occidentale, Ezcaray
    - Sierra de la Demanda orientale, Anguiano
- Unité supracomarcale : Rioja Moyenne, Logroño (capitale)
  - Unité régionale :
    - Cameros Nuevo, Torrecilla

  - Unité sous-comarcale :
    - Cameros Viejo, San Román
- Unité supracomarcale : Faible Rioja, Calahorra (capitale)
  - Unité régionale :
    - Arnedo
    - Alfaro
    - Cervera del Rio Alhama

## Répartition des populations
La répartition de la population quant au nombre d'habitants, que par densité, est différente, comme on peut le voir, la concentration de la population dans la capitale, et dans les zones industrielles, face au quasi dépeuplement des zones les plus abruptes, différencie seul les différents types de terrains et utilisations économiques.

### Communauté autonome
- Nombre de municipalités : 174
- Superficie : 5 027,91 km2
- Habitants (2007) : 308 968
- Densité : 61,45 hab/km2

### Par régions
- Rioja Alta
  - Nombre de municipalités : 89
  - Superficie : 1 984,51 km2
  - Habitants (2007) : 50 513
  - Densité : 25,45 hab/km2

- Rioja Media
  - Nombre de municipalités : 57
  - Superficie : 1 661,45 km2
  - Habitants (2007) : 187 166
  - Densité : 112,65 hab/km2

- Rioja Baja
  - Nombre de municipalités : 28
  - Superficie : 1 381,95 km2
  - Habitants (2007) : 71 289
  - Densité : 51,59 hab/km2

### Par zones
- Sierra
  - Nombre de municipalités : 52
  - Superficie: 2 062,42 km2
  - Habitants (2007): 13 851
  - Densité: 6,72 hab/km2

- Vallée
  - Nombre de municipalités : 122
  - Superficie : 2 965,49 km2
  - Habitants (2007) : 295 117
  - Densité : 99,52 hab/km2

## Par Régions et par zones

### Rioja Alta
- Sierra
  - Nombre de municipalités : 22
  - Superficie : 970,92 km2
  - Habitants (2007) : 6 355
  - Densité : 6,55 hab/km2

- Vallée
  - Nombre de municipalités : 67
  - Superficie : 1 013,59 km2
  - Habitants (2007) : 44 158
  - Densité : 43,57 hab/km2

### Rioja Media
- Sierra
  - Nombre de municipalités : 25
  - Superficie : 800,27 km2
  - Habitants (2007) : 3 242
  - Densité : 4,05 hab/km2

- Vallée
  - Nombre de municipalités : 32
  - Superficie : 861,18 km2
  - Habitants (2007) : 183 924
  - Densité : 213,57 hab/km2

### Rioja Baja
- Sierra
  - Nombre de municipalités : 5
  - Superficie : 291,23 km2
  - Habitants (2007) : 4 254
  - Densité : 14,61 hab/km2

- Vallée
  - Nombre de municipalités : 23
  - Superficie : 1 090,72 km2
  - Habitants (2007) : 67 035
  - Densité : 61,46 hab/km2